# Venezuelaseglare
Venezuelaseglare (Chaetura andrei) är en nyligen urskild fågelart i familjen seglare.

## Utbredning och systematik
Arten förekommer i östra Venezuela. Tidigare behandlades den som underart till Chaetura vauxi. Sedan 2021 urskiljer dock tongivande International Ornithological Congress (IOC) den som egen art baserad på genetiska studier.

## Status
IUCN kategoriserar den som sårbar.